# 고토 다이키
고토 다이키(일본어: 後藤 大輝, 1996년 6월 14일~)는 일본의 축구 선수이다.

## 구단 경력
그는 2019년 J3리그의 기라반츠 기타큐슈에 입단했다. 2019년 J3리그 준우승으로 J2리그로 승격했다. 2021년 오미야 아르디자로 임대 이적했다. 2022년 J3리그의 기라반츠 기타큐슈로 복귀했다. 2024년 FC 기후로 이적했다.